# Gobius scorteccii
Gobius scorteccii är en fiskart som beskrevs av Poll, 1961. Gobius scorteccii ingår i släktet Gobius och familjen smörbultsfiskar. Inga underarter finns listade i Catalogue of Life.